# Cobbsallad
Cobbsallad är en salladsrätt från 1920-talets eller 1930-talets Los Angeles i Kalifornien i USA, som är vanlig i det amerikanska köket.

## Tillagning
Cobbsallad kan göras med en ganska stor variation i tillagning och tillvägagångssätt, men innehåller inte sällan åtminstone flera av ingredienserna isbergssallad, vattenkrasse, endiver, romansallat och tomat, knaperstekt bacon, stekt kycklingbröst, hårdkokt ägg och avokado, blåmögelost, gräslök samt rödvinsvinäger.
Rätten presenteras traditionellt som en salladsbädd av isbergssallad, vattenkrasse, endiver och romansallat. På salladsbädden läggs sedan resterande ingredienserna i rader efter att de skurits i små men jämnstora bitar. Rätten toppas sedan med rödvinsvinäger och eventuell garnityr.

## Ursprung
Det finns olika berättelser om vem som skapat cobbsalladen och när det ska ha skett. Gemensamt för de flesta av berättelserna är att den skapades på Hollywood Brown Derby Restauarant i Los Angeles under slutet av 1920-talet eller under 1930-talet.
En berättelse förtäljer att det var Robert Howard Cobb, ägare till restaurangen, som komponerade rätten när han letade igenom restaurangens kylskåp efter enklare nattmat 1937. Han ska sedan ha bjudit sin vän teaterdirektören Sid Grauman på rätten, och när denna berömde den sattes den upp på restaurangens meny.
En annan version av rättens ursprung säger att det var restaurangens kökschef Robert Kreis som skapade rätten 1929, samma år som restaurangen öppnade. Kökschefen ska då ha döpt rätten efter restaurangägaren Robert Cobb.